# NGC 1233
NGC 1233 (= NGC 1235) è una piccola galassia a spirale situata nella costellazione di Perseo, a una distanza di circa 211 milioni di anni luce dalla nostra Via Lattea.

## Scoperta
La galassia è stata scoperta il 10 dicembre 1871 dall'astronomo francese Édouard Stephan.

## Descrizione
NGC 1233 ha una classe di luminosità II e presenta una larga riga a 21 cm dell'idrogeno neutro.